# Diskografie LMFAO
Toto je seznam vydané diskografie amerického electro-popového dua LMFAO.

## Alba

### Studiová alba
| Název                                                                                   | Detaily o albu                                                                | Umístění v hitparádách | Umístění v hitparádách | Umístění v hitparádách | Umístění v hitparádách | Umístění v hitparádách | Umístění v hitparádách | Umístění v hitparádách | Umístění v hitparádách | Umístění v hitparádách | Umístění v hitparádách | Prodeje                                           | Certifikace |
| Název                                                                                   | Detaily o albu                                                                | US                     | AUS                    | AUT                    | CAN                    | FRA                    | GER                    | IRL                    | NZ                     | SWI                    | UK                     | Prodeje                                           | Certifikace |
| --------------------------------------------------------------------------------------- | ----------------------------------------------------------------------------- | ---------------------- | ---------------------- | ---------------------- | ---------------------- | ---------------------- | ---------------------- | ---------------------- | ---------------------- | ---------------------- | ---------------------- | ------------------------------------------------- | --- |
| Party Rock                                                                              | - Vydáno: 6. července 2009 - Vydavatelství: will.i.am, Cherrytree, Interscope | 33                     | —                      | —                      | —                      | 172                    | —                      | —                      | —                      | —                      | —                      |                                                   | - MC: Gold |
| Sorry for Party Rocking                                                                 | - Vydáno: 20. června 2011 - Vydavatelství: will.i.am, Cherrytree, Interscope  | 5                      | 2                      | 11                     | 2                      | 6                      | 19                     | 11                     | 2                      | 13                     | 8                      | - US: 808,900 - FRA: 210,000 - Světově: 1,700,000 | - RIAA: Gold - ARIA: 3× Platinum - BPI: Platinum - BVMI: Gold - IFPI AUT: Platinum - IFPI SWI: Gold - IRMA: Gold - MC: 2× Platinum - RMNZ: Gold - SNEP: Platinum |
| "—" značí, že se nahrávka neumístila v hitparádách nebo v tomto území ani nebyla vydána |                                                                               |                        |                        |                        |                        |                        |                        |                        |                        |                        |                        |                                                   | |

### Kompilační alba
| Název                  | Detaily                                                 |
| ---------------------- | ------------------------------------------------------- |
| I'm in Your City Trick | - Vydáno: 21. července 2009 - Vydavatelství: Interscope |

## Extended play
| Název      | Detaily                                                                       |
| ---------- | ----------------------------------------------------------------------------- |
| Party Rock | - Vydáno: 1. července 2008 - Vydavatelství: will.i.am, Cherrytree, Interscope |

## Singly

### Jako hlavní umělec
| Název                                                                                   | Rok  | Umístění v hitparádách | Umístění v hitparádách | Umístění v hitparádách | Umístění v hitparádách | Umístění v hitparádách | Umístění v hitparádách | Umístění v hitparádách | Umístění v hitparádách | Umístění v hitparádách | Umístění v hitparádách | Certifikace | Album                   |
| Název                                                                                   | Rok  | US                     | AUS                    | AUT                    | CAN                    | FRA                    | GER                    | IRL                    | NZ                     | SWI                    | UK                     | Certifikace | Album                   |
| --------------------------------------------------------------------------------------- | ---- | ---------------------- | ---------------------- | ---------------------- | ---------------------- | ---------------------- | ---------------------- | ---------------------- | ---------------------- | ---------------------- | ---------------------- | --- | ----------------------- |
| "I'm in Miami Bitch"                                                                    | 2008 | 51                     | 27                     | —                      | 37                     | —                      | —                      | —                      | —                      | —                      | 86                     | - ARIA: Platinum - MC: Platinum | Party Rock              |
| "La La La"                                                                              | 2009 | 55                     | —                      | —                      | —                      | —                      | —                      | —                      | —                      | —                      | —                      | | Party Rock              |
| "Shots" (feat. Lil Jon)                                                                 | 2009 | 68                     | 75                     | —                      | 53                     | —                      | —                      | —                      | —                      | —                      | —                      | - RIAA: 2× Platinum - ARIA: 2× Platinum - MC: Platinum - RMNZ: Platinum                                                                                    | Party Rock              |
| "Yes"                                                                                   | 2009 | —                      | —                      | —                      | 68                     | —                      | —                      | —                      | —                      | —                      | —                      | - RIAA: Gold - MC: Gold | Party Rock              |
| "Let the Bass Kick in Miami Bitch" (s Chuckie)                                          | 2009 | —                      | 55                     | —                      | —                      | —                      | —                      | 47                     | —                      | —                      | 9                      | - BPI: Silver | Singl bez alb           |
| "Party Rock Anthem" (feat. Lauren Bennett a GoonRock)                                   | 2011 | 1                      | 1                      | 1                      | 1                      | 1                      | 1                      | 1                      | 1                      | 1                      | 1                      | - RIAA: Diamond - ARIA: 15× Platinum - BPI: 3× Platinum - BVMI: 2× Platinum - IFPI SWI: 3× Platinum - MC: 6× Platinum - RMNZ: 4× Platinum - SNEP: Platinum | Sorry for Party Rocking |
| "Champagne Showers" (feat. Natalia Kills)                                               | 2011 | —                      | 9                      | 18                     | 53                     | 12                     | 41                     | 15                     | 8                      | 56                     | 32                     | - ARIA: 3× Platinum - IFPI SWI: Gold - MC: Gold | Sorry for Party Rocking |
| "Sexy and I Know It"                                                                    | 2011 | 1                      | 1                      | 7                      | 1                      | 3                      | 8                      | 4                      | 1                      | 7                      | 5                      | - RIAA: 8× Platinum - ARIA: 12× Platinum - BPI: 2× Platinum - BVMI: Gold - IFPI SWI: 2× Platinum - MC: 2× Platinum - RMNZ: 4× Platinum                     | Sorry for Party Rocking |
| "Sorry for Party Rocking"                                                               | 2012 | 49                     | 32                     | 22                     | 31                     | 16                     | —                      | 18                     | 27                     | 43                     | 23                     | - RIAA: Gold - ARIA: 2× Platinum - BPI: Silver - IFPI SWI: Gold                                                                                            | Sorry for Party Rocking |
| "—" značí, že se nahrávka neumístila v hitparádách nebo v tomto území ani nebyla vydána |      |                        |                        |                        |                        |                        |                        |                        |                        |                        |                        | |                         |

### Jako vedlejší umělec
| Název                                                                                   | Rok  | Umístění v hitparádách | Umístění v hitparádách | Umístění v hitparádách | Umístění v hitparádách | Umístění v hitparádách | Umístění v hitparádách | Umístění v hitparádách | Umístění v hitparádách | Umístění v hitparádách | Umístění v hitparádách | Certifikace                                                       | Album                |
| Název                                                                                   | Rok  | US                     | AUS                    | AUT                    | CAN                    | FRA                    | GER                    | IRL                    | NZ                     | SWI                    | UK                     | Certifikace                                                       | Album                |
| --------------------------------------------------------------------------------------- | ---- | ---------------------- | ---------------------- | ---------------------- | ---------------------- | ---------------------- | ---------------------- | ---------------------- | ---------------------- | ---------------------- | ---------------------- | ----------------------------------------------------------------- | -------------------- |
| "Shooting Star" (Party Rock Remix) (David Rush feat. Kevin Rudolf, LMFAO a Pitbull)     | 2008 | —                      | —                      | —                      | 66                     | —                      | —                      | —                      | —                      | —                      | —                      |                                                                   | Feel the Rush Vol. 1 |
| "Outta Your Mind" (Lil Jon feat. LMFAO)                                                 | 2010 | 84                     | 92                     | —                      | 95                     | —                      | —                      | —                      | —                      | —                      | —                      |                                                                   | Crunk Rock           |
| "Gettin' Over You" (David Guetta a Chris Willis feat. Fergie and LMFAO)                 | 2010 | 31                     | 5                      | 4                      | 12                     | 1                      | 15                     | 4                      | 3                      | 11                     | 1                      | - ARIA: 2× Platinum - BPI: Platinum - BVMI: Gold - RMNZ: Platinum | One More Love        |
| "Sine Language" (The Crystal Method featuring LMFAO)                                    | 2010 | —                      | —                      | —                      | —                      | —                      | —                      | —                      | —                      | —                      | —                      |                                                                   | Divided by Night     |
| "Livin' My Love" (Steve Aoki feat. LMFAO a Nervo)                                       | 2012 | —                      | —                      | —                      | 68                     | —                      | —                      | —                      | —                      | —                      | —                      |                                                                   | Wonderland           |
| "Drink" (Lil Jon feat. LMFAO)                                                           | 2012 | —                      | 42                     | —                      | —                      | —                      | —                      | —                      | —                      | —                      | —                      |                                                                   | Singl bez alb        |
| "Give Me All Your Luvin'" (Party Rock Remix) (Madonna feat. LMFAO a Nicki Minaj)        | 2012 | —                      | —                      | —                      | —                      | —                      | —                      | —                      | —                      | —                      | —                      |                                                                   | MDNA                 |
| "—" značí, že se nahrávka neumístila v hitparádách nebo v tomto území ani nebyla vydána |      |                        |                        |                        |                        |                        |                        |                        |                        |                        |                        |                                                                   |                      |

## Další umístšné písně
| Název                                                                                   | Rok  | Umístění v hitparádách | Umístění v hitparádách | Album                   |
| Název                                                                                   | Rok  | SVK                    | UK                     | Album                   |
| --------------------------------------------------------------------------------------- | ---- | ---------------------- | ---------------------- | ----------------------- |
| "One Day"                                                                               | 2011 | —                      | 104                    | Sorry for Party Rocking |
| "Best Night" (feat. will.i.am, GoonRock a Eva Simons)                                   | 2011 | 68                     | —                      | Sorry for Party Rocking |
| "—" značí, že se nahrávka neumístila v hitparádách nebo v tomto území ani nebyla vydána |      |                        |                        |                         |

## Spolu umělec
| Název                             | Rok  | Další umělec                | Album                                      |
| --------------------------------- | ---- | --------------------------- | ------------------------------------------ |
| "Release Me" (Party Rock Remix)   | 2008 | Agnes                       | žádné                                      |
| "This Is My Life"                 | 2008 | Hyper Crush                 | The Arcade                                 |
| "Falling Down" (Party Rock Remix) | 2009 | Space Cowboy, Chelsea Corka | Digital Rock Star                          |
| "Back to the Future"              | 2009 | Pitbull, Fergie             | International Takeover: The United Nations |
| "Sucks to Be You"                 | 2010 | Clinton Sparks, JoJo        | My Awesome Mixtape                         |
| "I Can't Dance"                   | 2010 | Dirt Nasty                  | Nasty as I Wanna Be                        |

## Videoklipy

### Jako hlavní umělec
| Název                                                 | Rok  | Režisér         |
| ----------------------------------------------------- | ---- | --------------- |
| "I'm in Miami Bitch"                                  | 2008 | Ray Kay         |
| "La La La"                                            | 2009 | Mickey Finnegan |
| "Shots" (feat. Lil Jon)                               | 2009 | Mickey Finnegan |
| "Yes"                                                 | 2009 | Mickey Finnegan |
| "Party Rock Anthem" (feat. Lauren Bennett a GoonRock) | 2011 | Mickey Finnegan |
| "Champagne Showers" (feat. Natalia Kills)             | 2011 | Mickey Finnegan |
| "Sexy and I Know It"                                  | 2011 | Mickey Finnegan |
| "One Day"                                             | 2011 | Mickey Finnegan |
| "Sorry for Party Rocking"                             | 2012 | Mickey Finnegan |

### Jako vedlejší umělec
| Název                                                                               | Rok  | Režisér           |
| ----------------------------------------------------------------------------------- | ---- | ----------------- |
| "Shooting Star" (Party Rock Remix) (David Rush feat. Kevin Rudolf, LMFAO a Pitbull) | 2008 | David Rousseau    |
| "Outta Your Mind" (Lil Jon feat. LMFAO)                                             | 2010 | David Rousseau    |
| "Gettin' Over You" (David Guetta a Chris Willis feat. Fergie a LMFAO)               | 2010 | Rich Lee          |
| "I Can't Dance" (Dirt Nasty feat. LMFAO)                                            | 2010 | Nicholaus Goossen |
| "Sine Language" (The Crystal Method feat. LMFAO)                                    | 2010 | Robbie Ryan       |
| "Drink" (Lil Jon feat. LMFAO)                                                       | 2012 | Ballard C. Boyd   |